# Вуликовий протипіхотний снаряд
Вулик (англ. Beehive) був протипіхотним снарядом часів В'єтнамської війни, який споряджали металевими флешеттами, яким стріляли з гармат. Такі снаряди були дуже популярними під час війни і мали назву флешетт-снаряди, а офіційно позначалися як протипіхотні-трасуючі (APERS-T).
Флешетт-снаряди розробили за контрактом в Арсеналі Пікатінні і передали корпорації Whirlpool у квітні 1957. Контракт отримав назву «Beehive Program» (Програма Вулик), що вказувала на те, яким чином були згруповані та встановлені флешетти. Вони були схожі на традиційне зображення конічного вулика. Хоча зазвичай вважають, що назва походить від 'дзижчання', яке створюють дротики у польоті. Перший зразок було розроблено для 105 мм гаубиці як M546 протипіхотний трасер (APERS-T), вперше його було використано у бою в 1966, після чого їх широко використовували під час В'єтнамської війни. Снаряд було розроблено для стрільби прямим наведенням по ворожих військах, тому M546 вистрілювали з гаубиці, яка була наведена майже горизонтально і вистрілювала майже 8000 флешетт під час польоту за допомогою механічного таймерного детонатору. Перед пострілом у повітря вистрілювали зелену ракету, щоб попередити свої війська про постріл.[джерело?]
Снаряд 105 мм гаубиці був не єдиним протипіхотним снарядом APERS-T. Вуликові снаряди також розробили для безвідкотної протитанкової зброї: 90 мм та 106 мм снаряди були розроблені для САУ M50 Ontos. Снаряди APERS-T виробляли для 90 мм гармат танків M48 та 152 мм гармат M551 Sheridan. Після В'єтнамської війни 105 мм танкова гармата M68 також отримала снаряд APERS-T M494. Крім того існували 40 мм снаряди APERS-T для гранатометів M79, M203 та M320.
Повідомлялося, що пізніше у СРСР розробляли схожі снаряди для 122 мм та  152 мм гармат для стрільби з закритих позицій.
Вуликові снаряди стали втрачати популярність після війни у В'єтнамі, через появу більш ефективних снарядів об'ємного вибуху